# RStudio
RStudio es un entorno de desarrollo integrado (IDE) para el lenguaje de programación R, dedicado a la computación estadística y gráficos. Incluye una consola, editor de sintaxis que apoya la ejecución de código, así como herramientas para el trazado, la depuración y la gestión del espacio de trabajo. 

## Características
RStudio soporta análisis reproducibles con documentos explicativos con R Markdown. Estos permiten a los usuarios mezclar texto con código en R, Python, Julia, scripts de shell, SQL, Stan, JavaScript, C, C++, Fortran y otros, similar a los Jupyter Notebooks. 
R Markdown se puede utilizar para crear informes dinámicos que se actualizan automáticamente cuando hay nuevos datos disponibles. Estos informes también se pueden exportar en varios formatos, incluidos HTML, PDF, Microsoft Word y LaTeX, con plantillas específicas para los requisitos de muchas revistas científicas.